# Área metropolitana de Macon
El Área Metropolitana de Macon o conocida oficialmente como Área Estadística Metropolitana de Macon, GA MSA por la Oficina de Administración y Presupuesto, es un Área Estadística Metropolitana centrada en la ciudad de Macon, en el estado estadounidense de Georgia. El área metropolitana tiene una población de 232.293 habitantes según el Censo de 2010, convirtiéndola en la 190.º área metropolitana más poblada de los Estados Unidos.

## Composición
Los 5 condados del área metropolitana y su población según los resultados del censo 2010:
- Bibb – 155.547 habitantes
- Crawford – 12.630 habitantes
- Jones – 28.669 habitantes
- Monroe – 26.424 habitantes
- Twiggs – 9.023 habitantes

## Principales comunidades del área metropolitana
Ciudad principal 
- Macon

Comunidades con más de 1.000 habitantes 
- Forsyth
- Gray
- Jeffersonville